# Раманагара
Раманагара (англ. Ramanagara) — город в индийском штате Карнатака. Административный центр округа Раманагара. Средняя высота над уровнем моря — 746 метров. По данным всеиндийской переписи 2001 года в городе проживало 79 365 человек, из которых мужчины составляли 52 %, женщины — соответственно 48 %. Уровень грамотности взрослого населения составлял 63 % (при общеиндийском показателе 59,5 %). Уровень грамотности среди мужчин составлял 67 %, среди женщин — 58 %. 13 % населения было моложе 6 лет.